# Воронове (селище)
Во́ронове — селище в Україні, у Сєвєродонецькому районі Луганської області, входить до Сєвєродонецької міської громади.

## Історія

### Російсько-українська війна
Тимчасова окупація росіянами з 25 червня 2022 року.

## Адміністративний поділ
У селищі є 10 вулиць і 8 провулків.

### Вулиці
- Вулиця Гагаріна
- Вулиця Зелений гай
- Вулиця Комарова
- Вулиця Куйбишева
- Вулиця Максима Горького
- Вулиця Польова
- Вулиця Пролетарська
- Вулиця Садова
- Вулиця Трудова
- Вулиця Чапаєва

### Провулки
- Провулок Жовтневий
- Провулок Максима Горького
- Провулок Озерний
- Провулок Піщаний
- Провулок Садовий
- Провулок Стіпний
- Провулок Чапаєва
- Провулок Шкільний